# Wallinska gården

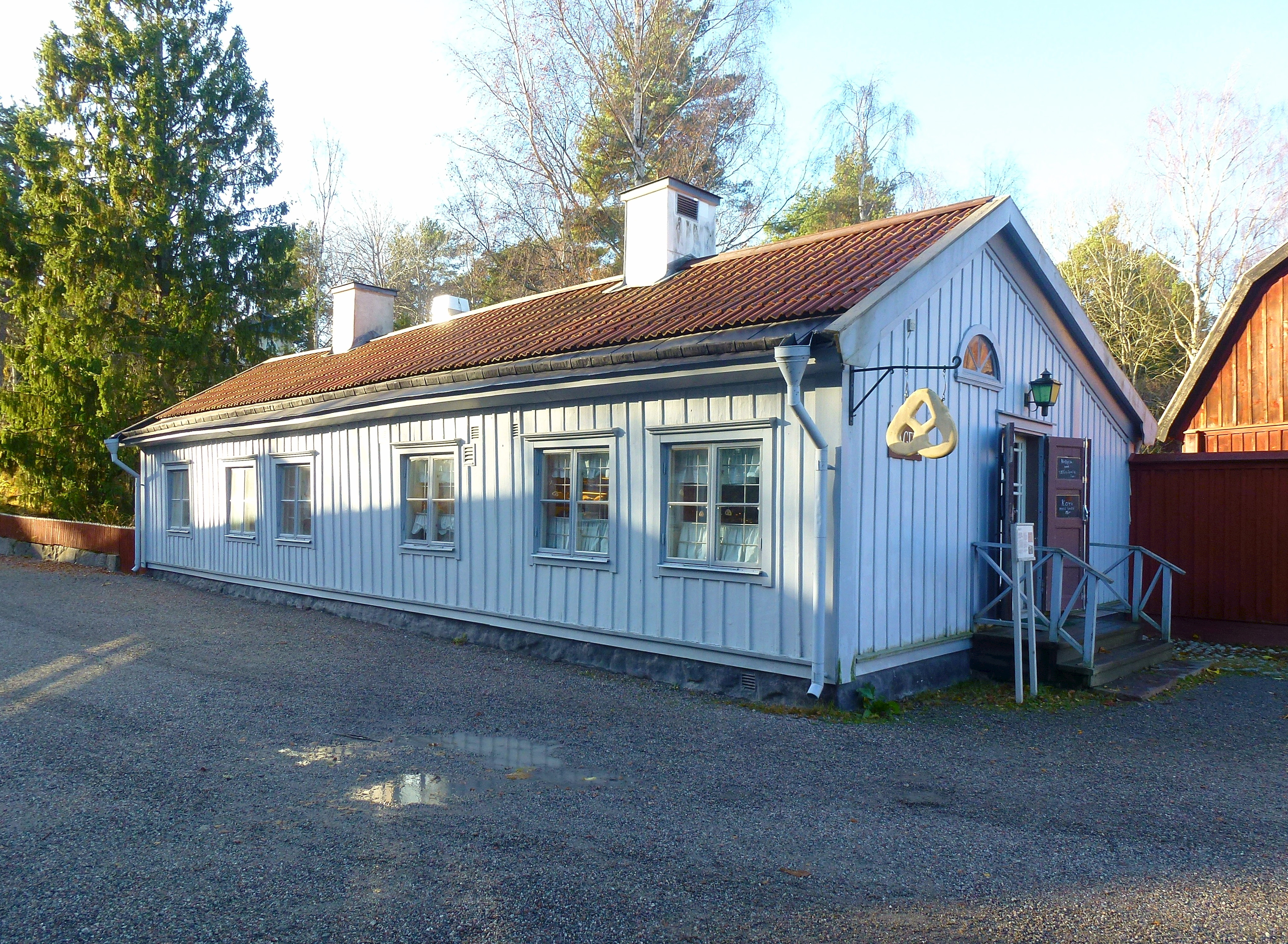
Torekällbergets bageri, 2015.

Wallinska gården kallas en byggnad på friluftsmuseet Torekällberget i Södertälje. Husets äldsta delar härrör från 1720-talet. I samband med Södertäljes citysanering på 1960-talet flyttades huset från sin dåvarande plats vid Ekdahlsgatan 9 till friluftsmuseet Torekällberget. Byggnaden inhyser idag museets bageri.

## Historik

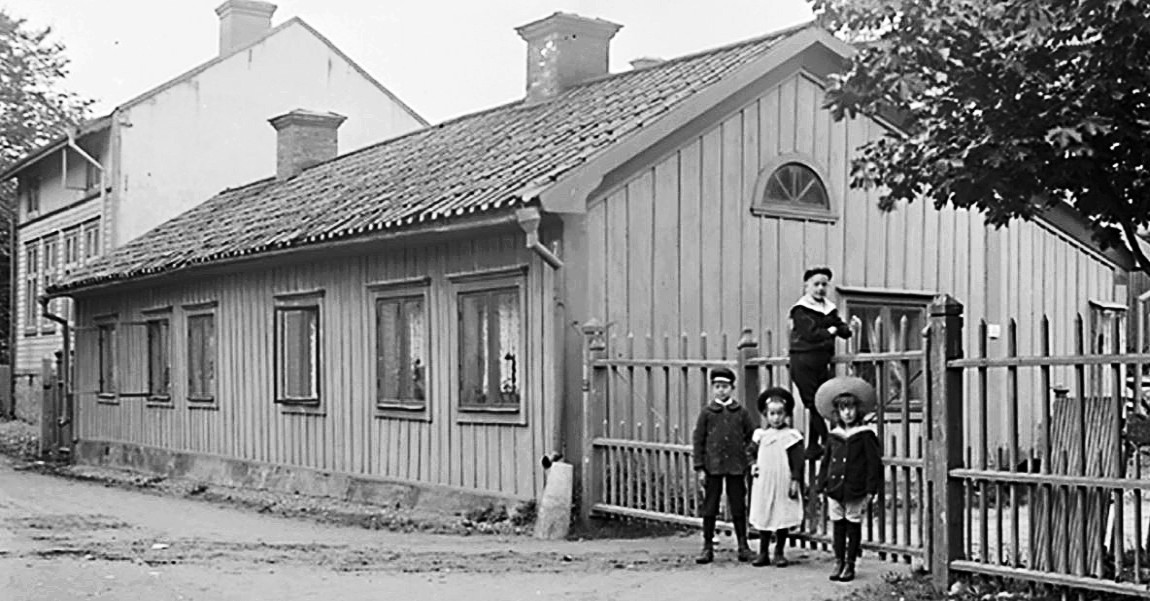
Wallinska gården 1909.

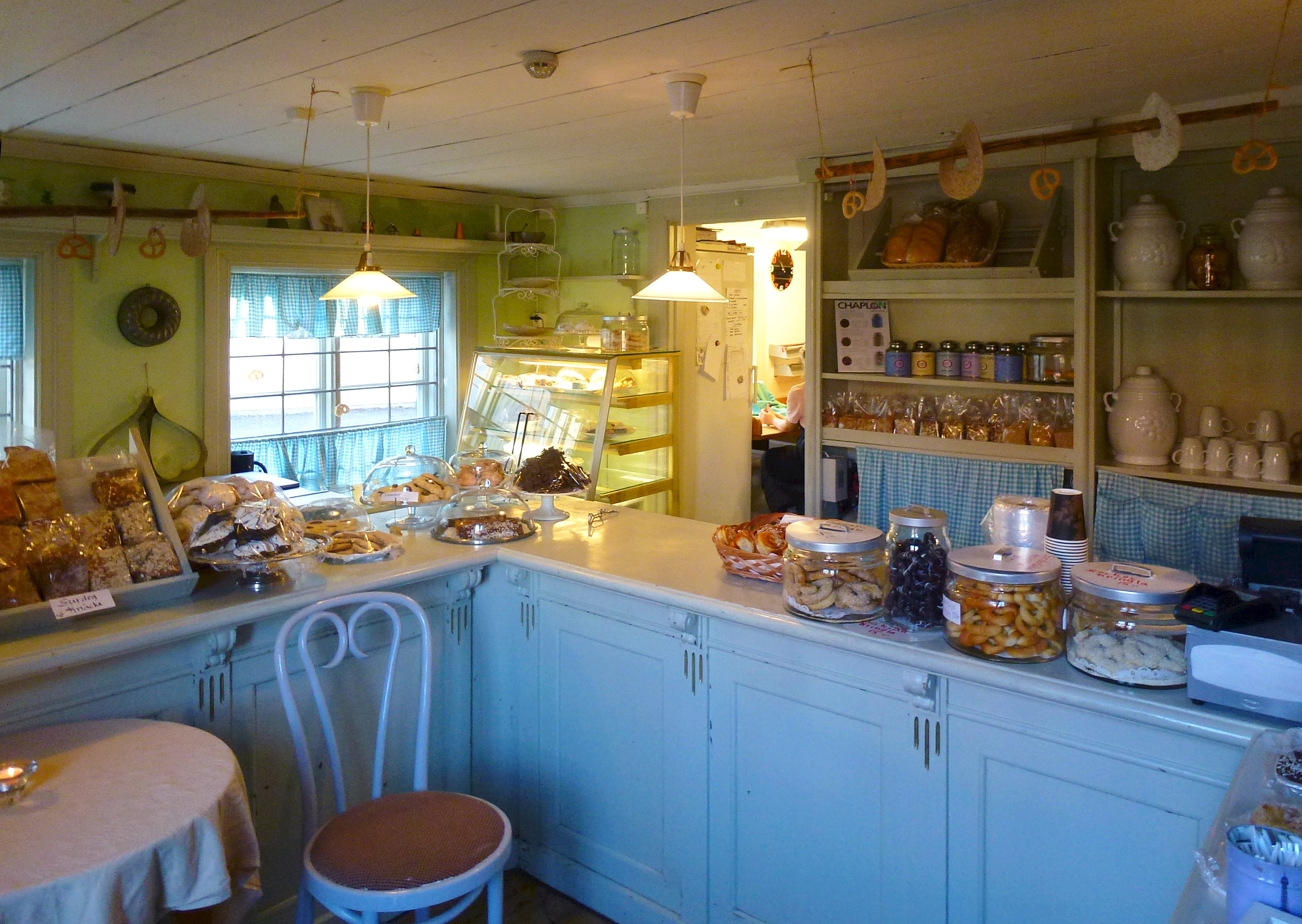
Bageriets butik 2015.

- Ursprunglig placering, koordinater: 59°11′44″N 17°37′41″Ö / 59.19556°N 17.62806°Ö

Wallinska gården är uppkallad efter Johan Carl Oskar Wallin (1818–1901) som var rådman i Södertälje 1851 samt krono- och stadskassör där 1834–1884. Han ägde huset på 1860-talet men bodde själv inte i byggnaden utan hyrde ut till bland annat en bagare med sin familj som också hade sin verksamhet i huset. En annan hyresgäst var hovsångerskan Henriette Widerberg.
Den låga envåningsbyggnaden var till en början smalare och breddades in mot bakgården någon gång på 1870-talet. Den osymmetriska gaveln illustrerar detta fortfarande. Enligt en brandförsäkring från 1861 var fasaderna klädda med träpanel och taket var täckt av taktegel. I huset fanns sex bostadsrum med eldstäder och två vidbyggda förstugor. På gården låg en förrådsbod med källare och ett uthus med två vedbodar. På 1900-talet inhyste Wallinska gården kontor för Södertälje Trävaru AB och på tomten hade bolaget sin brädgård.

### Flytten till Torekällberget
I ramen för Södertäljes citysanering på 1960-talet revs flera byggnader vid Storgatan / Ekdalsgatan. Wallinska gården räddades dock för eftervärlden och flyttades i slutet av 1960-talet till sin nuvarande plats på Torekällberget. Till en början användes huset som kansli för Friluftsfrämjandet och som lokal för en silversmedja. Numera huserar Torekällbergets bageri där och man bakar bland annat äkta Södertäljekringlor. På den ursprungliga platsen står sedan 1965 Varuhuset Kringlan, ritad av arkitekterna Erik och Tore Ahlsén.